# Isooktanol

Molekula isooktanolu (2-ethylhexanol)

Molekula oktanolu

Isooktanol je obecný název pro izomery oktanolu. Využívají se na výrobu esterů, které se používají jako maziva, na změkčení plastu nebo jako aroma. Jsou prakticky nerozpustné ve vodě, avšak rozpustné v organických rozpouštědlech, například isopentanolu. Asi nejdůležitějším izomerem je 2-ethylhexanol (který se jako isooktanol označuje nejčastěji), používaný na výrobu bis(2-ethylhexyl)ftalátu.